# 豆勿来
豆勿来（?—?），吐谷浑王族，吐谷浑第六任首领视罴的孙子，第十一任首领拾寅的堂弟。
北魏和吐谷浑发生战争，470年四月戊申，魏上党王长孙观率军至曼头山，大破吐谷浑首领拾寅的大军。拾寅和麾下数百骑兵乘夜宵逃走。豆勿来及他的渠帅匹娄拔累等率所领的部下降附北魏。拾寅派儿子费斗斤作为侍子，进贡北魏。